# 孤独症谱系障碍
自閉症類群障礙（autism spectrum disorder），通称，是一类起病于发育早期，以持续的“社交互动与社交交流能力缺陷”及“受限的、重複的行为模式、兴趣或活动”为主要临床特征的神经发育障碍，旧称广泛性发育障碍。可根据是否伴有智力发育障碍等来给出进一步的诊断编码。有关孤独症谱系障碍患病率的各研究得出的结果波动范围较大，中位值约为1%；且患病率日益增高。男性被诊断为孤独症谱系障碍的可能性约为女性的4倍。
除两大核心症状外，其他常見徵兆還有對於感官協調能力的異常反應。稱為“譜系障礙”，表示每個個案的症狀皆不盡相同：個案可能表現出某些與症狀相關的特徵，但不見得具備所有特徵，並且各自特徵之嚴重程度也經常大相逕庭；有些自閉症患者終其一生都不會說話，而其他患者相對而言口語表達卻算沒有問題。不同個案所需要的支持程度差異頗大，單一個案在不同時期的表現也可能不同。從歷史發展來看，自閉症被劃分出許多子類別，但是這些區分是否有效一直都受到質疑。當前主要心理疾病診斷手冊之最新版本將ASD單獨列為障礙類別。家長一般會在自閉症孩童兩到三歲時注意到其狀況。

科學家仍努力確定自閉症的形成原因。自閉症與遺傳有高度關聯，據稱主要是基因所致，但牽涉的基因很多，環境因素也可能有關係。目前還不清楚為什麼自閉症經常與注意力不足過動障礙、癲癇、智力障礙等疾病同時發生。關於自閉症診斷應包括哪些內容、是否存在有獨特意義的自閉症亞型，以及潛藏在更為廣大人群中的泛自閉症特徵有多重要，一直都意見分歧。由於自閉症診斷標準更加普及，加上人們對疾病的意識提升，使得自閉症患病率的趨勢穩定成長，卻導致人們普遍誤認自閉症是流行病，甚至連自閉症是疫苗所引起這樣的都市傳說都持續流傳著。各種早期介入方法（例如應用行為分析）可以幫助自閉症患者發展出自我照顧、語言及社交的技巧。而需要高度支持的自閉症患者通常較難以獨立生活，這類個案的介入方式就必須透過其他溝通方式（輔助溝通系統，AAC）的探索與學習而為之。

## 名称与分類
，通称。世界卫生组织出版的《国际疾病分类》（最新版为2019年公布的第十一次修订本，通称ICD-11）与美国精神医学学会出版的《精神障碍诊断与统计手册（DSM）》（最新版为2022出版的DSM-5-TR）是国际上影响最大的两套精神障碍分类与诊断系统。过去的诊断标准——直至ICD-10（1990）与DSM-Ⅳ-TR（2000）——未采用谱系模型，而是分列了一系列症状相似的疾病，将这些疾病统归于。在ICD-10中，“广泛性发育障碍”包括了童年期孤独症、不典型孤独症、亞斯伯格综合征等六种主要疾病；在DSM-Ⅳ-TR中，包括了原“孤独症”（autistic disorder）、亞斯伯格障碍（Asperger's disorder）等四种主要疾病。
之后，DSM-5（2013）删除了“广泛性发育障碍”大类，并将原先的几种疾病合称为“孤独症谱系障碍”——这么做的原因是：大量证据表明，不同的“广泛性发育障碍”各种疾病之间的区别并不明显（尤其是原“孤独症”与亞斯伯格障碍），以及它们很可能有共同的病因；这些（原）疾病实质上代表着社交缺陷与重复行为从轻度到重度的一个谱系，而非独立疾病。DSM-5-TR（2022）延续了这种处理。ICD-11（2019）同样不再使用“广泛性发育障碍”类别，只剩下“孤独症谱系障碍”这一种疾病，列于“神经发育障碍”之下。不过，尽管最新两大诊断标准都已不推荐，但仍有学者认为将亞斯伯格综合征等将孤独症谱系障碍中区分出来是有用的，在临床实践中也仍能见到医生用亞斯伯格综合征等诊断来进行治疗。
ICD-11与DSM-5-TR均表示可给孤独症谱系障碍诊断添加更具体的描述编码。ICD-11根据是否“伴有智力发育障碍”与“功能性语言损害程度”设立了5个诊断编码，如过去被诊断为亞斯伯格综合征的患者，现可诊断为6A02.0“‘不伴智力发育障碍’‘伴轻度或不伴功能性语言受损’的孤独症谱系障碍”；此外还表示可标注伴有既往习得技能丧失等。DSM-5-TR重点介绍了根据两大核心症状的严重程度来为患者确定需要支持的程度的编码方法（严重程度可随时间而变），此外也表示可根据是否伴有智力缺陷、语言缺陷以及是否有确定病因等等进行编码。除目前的诊断标准外，研究者还提出了根据运动技能等方面来区分孤独症谱系障碍亚型的方式。
孤独症谱系障碍患者多共病智力发育障碍。智力水平正常或接近正常的患者可称为“高功能型孤独症谱系障碍”，有明显智力损害的则为“低功能型孤独症谱系障碍”，不过它们并非正式的诊断编码或亚型。大众文化中常出现具有出众特殊才能的孤独症患者的形象，有时被形容为“低能天才（英語：idiot savant）”“天才病”等，但事实上这种案例在孤独症患者中相当少见。由于代偿机制的存在，一些患者的机械记忆能力、空间视觉能力等较为突出、远高于言语智商，但通常仍然弱于正常同龄人。

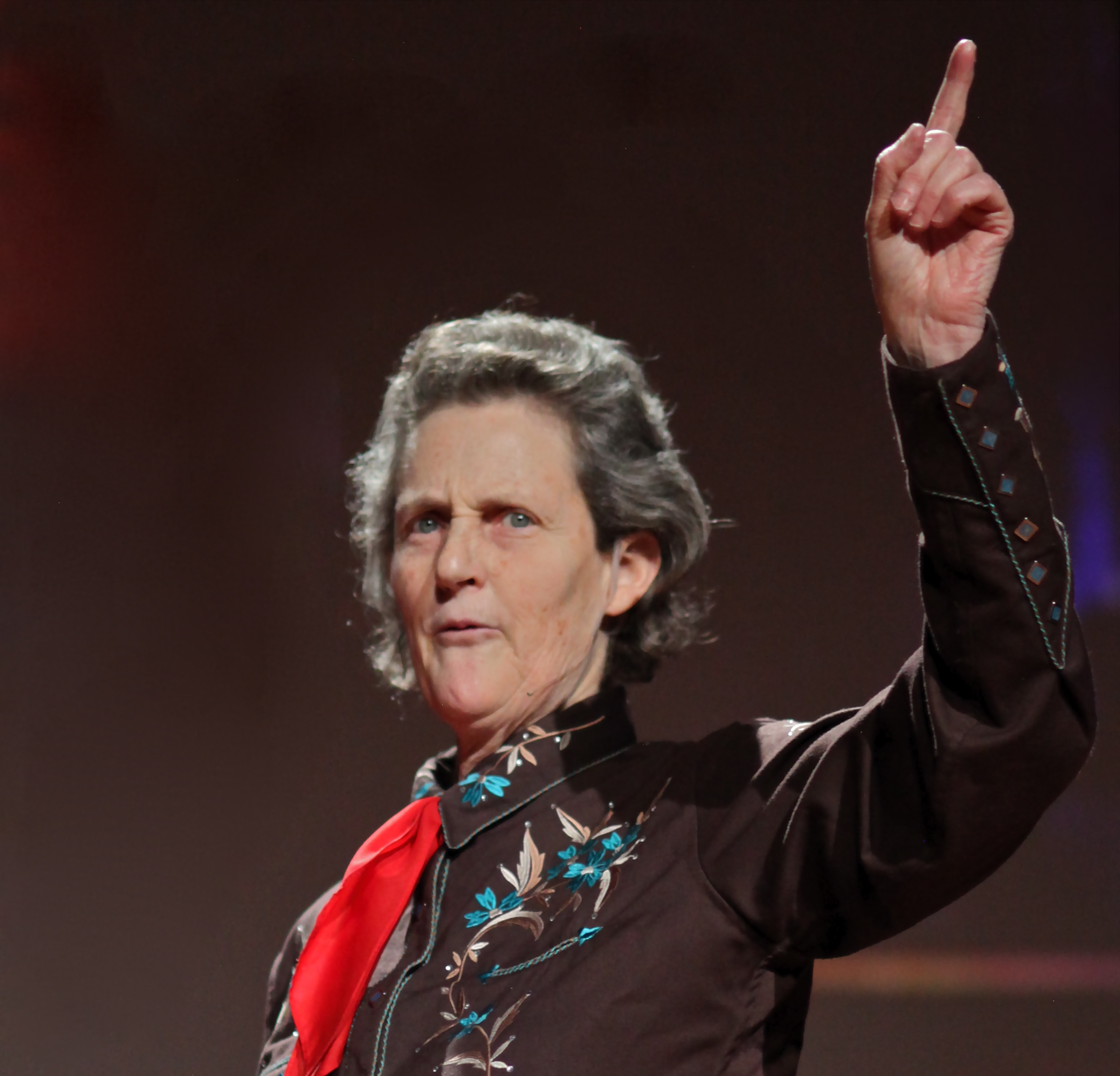
天寶·葛蘭汀在TED大會2010

## 临床表现
孤独症谱系障碍的两大核心特征是“社交互动与社交交流能力缺陷”及“受限的、重复的行为模式、兴趣或活动”。

### 社交能力缺陷
孤独症谱系障碍患者在社交互动方面存在质的缺陷，在社交交流方面存在不同程度的困难。若参照DSM-5-TR可将社交互动与社交交流缺陷大致分为三类：社交、情感互动缺陷，社交互动中使用非语言交流行为的缺陷，发展、维持和理解人际关系的缺陷。其中“社交、情感互动缺陷”表现如：对他人言语或非言语交流难以理解、缺乏兴趣或无法作出恰当反应，难以启动和维持互动性对话，不关注、难以理解或难以想象他人表情、感受、情绪和态度及作出对应反应，不会相互分享兴趣与欢乐，等等；“社交互动中使用非语言交流行为的缺陷”表现如：难以整合语言与非语言线索（如眼神接触、手势、表情、肢体动作等），自身非语言行为减少或异常，等等；“发展、维持和理解人际关系的缺陷”表现如：不能根据社交情景或社交线索调整社交行为（即缺少社交觉知），缺少建立和维持友谊的兴趣及能力，等等。这些社交上的缺陷对应于患者的语用交流缺陷（pragmatic language deficits）。在DSM-V（2013）之前，社交互动缺陷与社交交流缺陷被算作不同的核心症状；由于它们相关性太强且难以区分，DSM-V起将它们归为一类。ICD-10（1990—2019）至ICD-11（2019）亦有一样的变化。
婴儿患者缺少目光对视、呼唤反应、社会性微笑及情感互动。幼儿患者对父母缺少依恋，并存在共同注意（彼此引发对第三者注意）障碍。许多儿童患者不喜欢与同伴玩耍互动，可能因共情缺陷而做出令同伴不适的行为（如身体过于贴近），可能在社交中出现非典型行为（如通过推挤同伴寻求注意）等。轻症患儿或年长症状有所改善的患者可能有一定的社会交往兴趣，但社会交往技巧依然落后，难以建立友谊，也难以建立恋爱关系和结婚。
自閉症患者通常會表現出對特定主題的強烈興趣、好像在授課般獨白式表述自己關心的事物，而非和交談對象相互交流。自閉症患者這些看起來像自導自演或對他人漠不關心的行為，可能是由於患者難以認知或記住別人也有自己的個性、觀點及興趣。自閉症患者在實際溝通時與常人還有個不同之處：患者可能無法意識到在不同社交環境中需要控制自己的音量，他們可能會在需要降低音量的地方或場合（例如在圖書館或看電影時）大聲說話。
自閉症患者的非語言行為表現較為不尋常或是很有困難；他們可能很少進行眼神交流，就算被叫到名字時可能也不會望向對方，或是會避免接觸觀察者的目光。焦慮症患者固然也討厭被注視，但是自閉症孩童的狀況卻非出於害羞或焦慮，而是整體眼神注視次數都無差別地比較少。自閉症患者可能難以理解或做出面部表情；他們通常不知道如何從別人的面部表情中辨認情緒，可能也無法用適當的面部表情來回應別人。除了難以察覺情緒表達的微妙差異，也難以分別各種情緒在溝通時的意涵。社交困難以及經常缺少眾人習以為常的人際直覺，是用來定義自閉症的根本特徵。天寶·葛蘭汀是位推廣認識自閉症的高功能自閉症女性（其故事被改編為電影《星星的孩子》），根據她的描述，她無法理解神經典型者（即一般人），遑論與他們進行社會交流；她覺得自己｢就像火星上的人類學家」。如果丟給自閉症患者過多資訊以至於一時難以處理，他們可能就抓不到肢體語言或社交暗示（例如眼神一閃或擠眉吐舌）等訊息。他們經常難以理解對話中或書面文字的前後脈絡及弦外之音（即過於侷限於字面意義），也難以從上下文內容得出結論，這也導致患者容易缺少社會意識以及語言表達較不典型。自閉症譜系個案和神經典型者兩者面部表情有何差異尚不清楚。自閉症孩童有一半以上說話的韻律不尋常。
自閉症患者在語言溝通上也可能遇到麻煩。溝通異常可能從孩童出生後第一年就出現，諸如較晚出現牙牙學語、有不尋常的手勢、反應遲鈍以及發聲模式與照顧者不同步。到了孩童二～三歲時，其牙牙學語、輔音、單詞及單詞組合的使用頻率及種類都相對較少；他們也很少結合文字來使用手勢。自閉症兒童難得主動提出要求或分享經驗，比較多的反倒是單純地重複別人的話（模仿）。共享式注意力（Joint Attention）對於功能式言語似乎相當必要，可以用來區分嬰兒是否患有ASD，例如他們可能會看著手指，而非手指所指向的物體，所以他們始終難以指著東西來加以評論或分享經驗。自閉症兒童可能難以進行想像力遊戲，也不容易從習得符號轉成學會語言。自閉症語言行為包含了重複或僵化的語言，以及侷限的談話興趣。例如孩童可能會重複著單字，或總是堅持談論同個主題。自閉症個案也可能出現模仿症，例如回答問題時不是給答案而是重複著對方的提問。自閉症孩童很常出現語言障礙，儘管這不是確診的判準。自閉症孩童語言能力的發展速度參差不齊，他們可能很容易學會語言溝通的某些側面，而在其他側面卻始終無法完整發展，甚至有時會出現「超讀症」（Hyperlexia，又譯高讀症、識字早慧）。根據美國疾病管制與預防中心（CDC）估計，即使自閉症孩童在讀寫能力和非語言溝通技巧上展現出各式各樣的水準，大約有40%個案終其一生都不會說話。
如果從社交缺陷的角度來預測，自閉症患者彼此間的互動效果應該會比自閉症患者與非自閉症人士的互動差，甚至患者間的互動是沒有功用的。但是晚近的研究發現，自閉症患者間的互動在信息傳遞上，和他們與非自閉症人士間的互動一樣有效果；甚至自閉症患者間可以交流，只是難以和非自閉人士溝通。根據晚近的研究記錄，同樣悖於社交缺陷認知理論的還有：從類似的社交認知表現來看，自閉症患者間的互動評比優於自閉症患者與非自閉症人士間的狀況；總之，自閉症患者較有興趣和自閉症患者互動，就算知道對方確診自閉症譜系障礙也不會因而降低好奇。
故而近來人們的認知逐漸轉變成「自閉症患者與非自閉症人士之間可能只是反應及行為方式不同而已」。至今的研究也已確認自閉症患者彼此間建立共同理解（主體間性）時，有兩個非典型的特點：1.慷慨的假設與對方有共同基礎：如果此假設被雙方理解，可能會迅速建立默契；如果不然，很可能會干擾到溝通表達方式；2.比較不需要相互協調：自閉症患者在溝通時可能不像神經典型者那麼需要協調，這種低需求可以緩解協調時彼此干擾甚至讓對話急轉直下的狀況。自閉症者似乎相當受特定主題之強烈興趣的驅動，所以他們關注的以及對話主題也聚焦在少數喜好（單一注意力趨向）。
過往以來按照心智理論的看法，自閉症孩童的發展遲緩，但是「同理化─系統化理論」則認為，自閉症患者對於有相似症狀的人可以表現出同情，但是以情感上的同理為主，雖然認知上也可以同理，但是比較受限。具體表現可能是社交上的天真，對於身體語言、社交互惠、社交預期（包括社交慣習、暗示）或某些諷刺，在意義理解與有效運用的直覺都低於平均值，某個程度上可能也是由於述情障礙之共病所致。但是最近的研究越來越質疑這些看法，例如「雙重同理問題」理論(2012)認為：一個人能「同理」另一個人，主要是彼此對於「行事及言談的規則」的認知相似，進而產生默契；而神經典型者與自閉症患者對於「規則」的認知有極大的差異，導致雙方互相都缺乏理解及同理。
由於溝通是雙向的，研究自閉症患者的溝通困難也擴及到神經典型者這一端的行為。Catherine Crompton在2020年說：神經典型者「難以辨認自閉症患者的心理狀態與面部表情，且高估了自閉症患者的自我中心特徵，不太願意與他們社交互動。所以就算神經典型者通常被認定為具備社交技能，但是和自閉症患者互動時，這些技能卻可能無法發揮功用。」因此所謂的自閉症患者的溝通缺陷，可能是出於神經典型之偏見所建構的結果，人們開始審視這是否有「去人化、物化及污名化」的問題。研究也指出：自閉症患者的閱讀困難以及神經典型者不願意花力氣去解釋非神經典型的諸般訊息，可能會導致負面的互動循環，漸漸將兩種群體推向不同社交互動風格的兩端。

### 受限的兴趣与行为

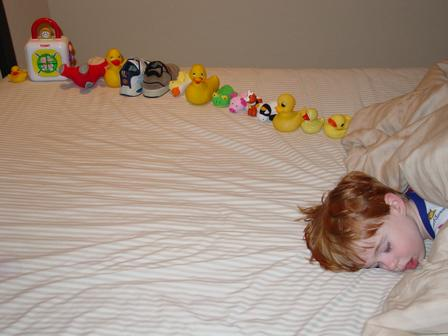
自閉症男孩以及他入睡前排列的玩具，反覆堆疊或排列物體是種常見的自閉症行為。

ASD的特徵各式各樣，其中行為特徵的範圍從社交技巧及學習能力發展緩慢，到難以與他人建立關係都有。自閉症患者可能會在經歷相關課題時，因焦慮或憂鬱（甚至是課題體驗時最有感的情緒）而產生不當連結，結果是孤立自我。
ASD其他行為特徵還包括：感覺統合（感覺接收、感覺調節、前庭覺本體覺等體感協調、感覺運用及理解抽象概念）的異常反應，以及保持言語節奏前後一致的問題。後者會影響個案社交技能，並導致別人與之溝通及理解時可能有麻煩。自閉症患者外顯的行為特徵，諸如知覺、發育速度、聯想、言談或語言以及運動能力等障礙，通常都會影響其整體發育、語言及社交的能力。
自閉症譜系的第二個核心症狀是侷限或重複的行為、活動及興趣。根據DSM-5-TR ，個案至少必須出現下列行為兩種以上方為確診ASD：
- 重複行為：例如搖晃、拍手、彈手指、撞頭、重複某些短語或聲音。這些行為可能會持續出現，也可能只有在感到壓力、焦慮或不安時才出現，又稱為自我刺激。[65]
- 抗拒改變：嚴格遵守常規，如按照特定順序吃某些食物，或每天走同條路線上學。[65]他們可能會對於生活常規受到改變或中斷感到焦慮煩亂。
- 興趣侷限：對特定的活動、主題或嗜好過度地感興趣，並投入所有心力於其中。例如，幼童可能整個專注在旋轉的東西上而忽略外在世界；年長的孩子可能會嘗試學習某個主題（例如天氣或運動）的一切內容，並經常持續固著地談論這個主題。[65]
- 感官反應異常：對某些感覺輸入有異常反應，例如排斥特定聲音或質地，著迷於光線或某些動作，或明顯對疼痛或溫度沒有反應。[99]

自閉症患者之重複或侷限行為有許多型態，〈重複行為量表修訂版〉（RBS-R） 之分類如下：
- 刻板行為：重複的動作，例如拍手、轉頭或搖晃身體。
- 強迫行為：用來減少焦慮的耗時行為，個案非得要重複地或嚴格按照規則來實行的行為，例如依特定順序擺放物品、不斷檢查物品或一直洗手。
- 千篇一律：抗拒改變；例如，堅持家具不能移動或拒絕被打擾。
- 儀式行為：日常活動的固定模式，例如固定的菜單或衣著搭配。這和千篇一律密切相關，有獨立驗證建議將這兩項合併。
- 興趣侷限：興趣或目光異常地侷限或注意力過度集中在某些主題上，例如全神貫注在單一電視節目、玩具或遊戲，使患者對那些有興趣物件/東西過度沉迷，把它們變成單一的興趣，導致荒廢自己在其他方面（如學業或工作）的表現，甚至影響自己與家人或非相同興趣人士的關係。
- 自我傷害：戳眼睛、摳皮膚、咬手及撞頭等行為。[74]

#### 自我傷害
自傷行為（SIB）在自閉症患者中相對常見，諸如撞頭、割身體、咬自己及拉扯頭髮；其中某些行為甚至可能導致重傷或死亡。發育遲緩孩童（包括自閉症個案）自殘行為原因之相關理論如下：
- 環境因素可能會影響自傷行為的頻率或持續時間（例如，透過獎勵或交換以停止自傷行為）。但是操作制約理論可能較不適用於年幼的自閉症孩童，因為並沒有充足證據來支持「將造成自傷行為的環境因素加以消除或修改可以降低自傷的頻率」，故社會增強過程只適用於少數兒童。[102]:10–12
- 自閉症個案中有較嚴重社會孤立狀況者其自傷率較高。研究指出社交技能缺失是自閉症患者自傷行為的相關因素。[103]
- 當自閉症患者有其他慢性疼痛或引起疼痛之健康問題時，自傷行為可能是其調節疼痛感受的反應，並且在社會制約前就已經先和環境因素作用而形成慣性。[102]:12-13
- 患者痛感閾值較高導致反應低下可能是出現自傷行為的原因。但是對於ASD個案而言，毋寧是他們無法像一般孩童那樣地表達不舒服或疼痛的感覺。[102]:13
- 基底核連結異常可能有助於造成自傷行為。[102]:13

### 其他樣態
自閉症患者有些症狀雖然與診斷無關，還是會影響自己或家庭。某些ASD患者展現出不尋常的能力，從「零碎天賦」到學者症候群般的罕見才能不等。有研究描繪了某些ASD患者展現出比常人更出色的感知力及注意力。超過90%ASD患者的感覺系統異常，有人視之為ASD的關鍵特徵。目前歸類為自閉症譜系障礙的相關疾病，彼此在感覺調節障礙（SMD）的差異主要是在反應不足（例如沉浸在事物中）方面，比較不是在反應過度（例如巨大噪音造成的痛苦）或尋求感覺（例如有節奏的動作）方面。據估計60-80%的自閉症患者有肢體運動方面的症狀，包括肌張力低下、失用症及踮腳尖走路；整個ASD類群都有運動協調缺失，古典自閉症的症狀較嚴重。大約四分之三的自閉症孩童會出現飲食異常行為，之前還被當作診斷指標。挑食最為常見，也有飲食習慣固著及不吃東西。
初步證據顯示自閉症患者更容易出現性別不安的樣態。2021年某項針對16歲至90歲大眾的匿名線上調查，透露出自閉症男性患者較可能被當成雙性戀，自閉症女性患者較可能被當成同性戀。
腸胃等消化器官問題是自閉症光譜的共伴疾病，與患者較易發生社交障礙、易怒、語言障礙、情緒變化、行為問題及睡眠問題有關。
病理性需求迴避（PDA）也可能發生在自閉症患者身上，導致患者較有可能拒絕別人要求或期待他做的事情，甚至連原本喜歡的活動都拒絕。
自閉症孩童父母的壓力比一般父母的更大。相較於一般孩童的兄弟姊妹，ASD孩童的兄弟姊妹即使偶爾也會被患者惹毛、搞不清楚為什麼他會有那些表現，但是他們通常對於患者的羨慕較多、衝突較少；手足關係這方面與患有唐氏症及妥瑞式症之孩童的兄弟姊妹相似。:315-317有些證據顯示ASD孩童的兄弟姊妹，在孩童期可能面臨較高風險的社會適應及行為調整問題。成年後也可能一直都有手足關係不夠親密、社交困難及情緒問題等。:317-318當然研究也指出：還需要更多年齡分組樣本、生命歷程縱向研究、潛在調節因素及廣泛自閉症表現型（broader autism phenotype, BAP）來進行深入調查，甚至把ASD患者的兄弟姊妹也納為變量進行研究，方能增進ASD家庭及社會之福祉。:318-319

### 病程特征
ASD可能有兩種發展過程。第一種是漸進的，症狀在生命早期就出現並持續存在。第二種則是原本表現正常或近乎正常，然後能力慢慢退行或喪失，稱為退行式自閉症。

#### 漸進式自閉症
大多數個案的父母表示孩子自閉症特徵出現在一兩歲時。此類自閉症的發展過程極為緩步，因為父母通常在孩子一兩歲時就注意並憂心其發展，但是到孩子三四歲左右可能才確診。孩子6個月大之後逐漸開始出現外顯樣態，在兩三歲時形成明確特徵，症狀並傾向於一直持續到孩子成年，自閉症障礙也經常以更柔和的形式展現。ASD案例的早期跡象包括：對人臉的注意力下降、叫名字時沒有明顯反應、無法用言語或手勢來表現興趣，以及較晚出現假扮遊戲。

#### 退行式自閉症
有些孩童原先看似發育正常，但後來慢慢喪失語言及社交技能並被診斷出患有自閉症障礙，就是所謂的退行式自閉症。用來描述這種情況的術語有：退化式自閉症、自閉症式退化、退縮型自閉症及後天自閉症綜合症。其症狀會漸漸加重，不過有些有自閉症的孩童在自閉症惡化之前，在一段时间内有着正常或接近正常的早期发展阶段（見兒童發展階段），之后会出现一个或多个自闭症的特发特征，比如语言倒退等。因此，早期发育的特定时间段受自闭症的影响较小，诊断也更难。
退行式自閉症發展過程有兩種模式。第一種是在孩童出生後15個月至3年內出現了發育遲緩；第二種是兒童瓦解式障礙（現在包含ASD診斷類別中），其特徵是在孩童3、4歲到9歲前的發育都正常，之後才出現退化的狀況。
孩童發育倒退一旦啟動，就循著自閉症神經發育慣行模式走。退行式自閉症一詞指的是神經發育上出現逆轉現象；逆轉實際上說的是某些技能發展受到影響，而不是整個神經系統發展都倒退。
退行式自閉症的明顯發作通常會讓父母感到驚訝和痛苦，開始他們常懷疑那只是聽力嚴重受損造成的現象。將退行症狀歸因於環境壓力因素可能會導致成延後診斷。
退行並無標準定義。有些孩子表現許多特徵，有的早期即發育遲緩，有的後來才喪失能力；證據顯示自閉症退行與沒有退行之間，行為上的展現比較像是連續交織的光譜，而非涇渭分明、非此即彼。還有幾種發展屬於中間類型，無法一望而知就歸類為典型的早發自閉症或退行自閉症，毋寧是混合了早期發育不足或失敗、某些方面細微的衰退以及某些方面明顯有缺陷的綜合體。
退行的症狀可能出現在許多領域，諸如溝通、社交、認知及生活自理的技能；但是最常見的還是語言退化，有些孩子是失去社交發展能力但是語言能力還行，有些則是兩者都退失。能力退化有快有慢，或是很長一段時間能力成長停滯；能力退行時可能伴隨著社交活動減少或煩躁增加。退行期習得的技能可能不過幾句口語，或某些低階的社會能力。
退行式自閉症何時算是發病，要看使用甚麼定義而定。如果退行被嚴格定義為「語言必需喪失」，那麼就不算常見；如果定義放寬些，例如語言無礙但社會互動略為減少也算，那就比較常見。儘管普遍認為退行性自閉症是罕見疾病（相較於漸進式自閉症），但是爭論持續中；有證據表明退行式自閉症的模式可能越來越常見。有人認為退行式自閉症單純就只是晚期發現的早發自閉症。也有人進行研究以確定退行式自閉症是否是 ASD的獨立子集，但研究結果卻互相矛盾。

#### 其他研究結果
由這兩個發展過程產生的不同結果，塵埃尚未落定。有的研究指出：退化式自閉症與較差症狀比較有關，但其他研究卻說，早發漸進式患者和經歷過退行期的患者之間沒有差異。雖然自閉症對於語言方面有何影響，相關證據相互矛盾，但有研究表明，孩童2歲半時所展現的認知及語言能力，可能有助於預測5歲後熟練並運用語言的能力。總之，研究文獻都強調早期介入對於個案生命歷程之正面發展的重要性。

## 病因
人們長久以來普遍認為構成ASD症狀的社會及非社會部分，在基因、認知及神經層面上有其共同原因，古典自閉症之診斷標準更視之為三位一體。然而越來越多人懷疑自閉症成因比想像中複雜，其核心原因可能不同且經常共伴發生。雖然ASD不大可能是單一因素造成，研究文獻還是確定了可能影響ASD發展的許多風險因素：包括基因學、產前及產期前後（即懷孕期間或嬰兒早期）、神經解剖學異常及環境等因素。要確定那些是普遍因素不難，但要準確指出是哪個特定因素造成的則困難得多。依照目前知識水平，只能做整體的原因預測，因此需要運用一般標誌。

### 生物亞群
目前無法在自閉症患者中辨別出具有生物學意義的亞群，加上精神病學、心理學、神經內科和小兒科之間傳統的學科分野，皆阻礙了自閉症原因的研究。功能性磁振造影（fMRI）及擴散磁振造影等新技術有助於識別生物學上的相關表型，觀察神經成像可進一步研究自閉症的神經遺傳學問題。例如大腦梭形回區域的活動降低，可能影響人類對物體的感知。Brett Abrahams就提倡用基因學及行為學來對自閉症加以分類。

### 基因學
自閉症原因與基因很有關係，雖然ASD基因相當複雜尚未釐清。目前也還不清楚要用基因主要功能的罕見突變來解釋，還是由常見遺傳變異的罕見多基因相互作用來解釋；而多個基因、環境及表觀遺傳因素（這些因素雖然不會改變DNA序列，但可以遺傳並影響基因表現）之間的相互作用也加重了複雜程度。對ASD個案及其父母的基因組進行定序後，發現許多與自閉症有關的基因。但是哪些突變增加了自閉症風險則大部分尚未確定。通常不能用孟德爾突變或單一染色體畸變來追溯自閉症，且ASD相關之基因綜合特徵全部都沒有被證明會個別地造成ASD。人們已經找到許多候選基因，但是可歸因於特定基因所影響的功能則微乎其微。大部分的基因座中能用來進行個別解釋的自閉症病例不到1%。到2018年，74%～93%的ASD風險似乎是可遺傳的。先出生的孩子確診ASD後，之後出生的孩子中有7%～20%可能也會確診。如果父母生出一個ASD孩童，有2%～8%的機會生下第二個孩子同樣會患有ASD。如果同卵雙胞胎其中一個患有ASD，則另一個有36%～95%會受到影響；異卵雙胞胎受到影響的可能性則降到31%。家庭成員正常的自閉症患者中，多數可能是因為自發性之基因結構變異所致，例如基因物質在進行減數分裂過程時發生了基因刪除、基因重複及染色體倒位，自閉症個案中很大比例能溯及的基因，雖是高度可遺傳的，但卻不是來自父母遺傳；也就是說導致自閉症的突變在個案父母基因組中並未出現。
到了2018年，人們對ASD之基因風險因素的理解已經從聚焦在少數的等位基因，轉變成基因對ASD之效應可能是擴散的，由大量變異所致；其中有些變異較常見但效應很小，有些變異則是罕見但效應很大。最常被罕見強力變異破壞的基因似乎是染色質解旋酶DNA結合蛋白8（CHD8），但只有不到0.5%自閉症患者有這種突變。CHD8基因是種依賴三磷酸腺苷（ATP）的酵素，可編碼CHD8，是胎兒發育過程中不可或缺的染色質調節酵素。此蛋白質包含一個Snf2解旋酶結構域，負責將ATP水解為二磷酸腺苷（ADP）。CHD8編碼的DNA解旋酶，係透過改變核小體的位置來重塑染色質結構，發揮著轉錄調節的功用。CHD8負向地調節Wnt信號，此信號對於脊椎動物的早期發育及形態發展相當重要。據稱CHD8可募集組織蛋白H1並引發β-連環蛋白及腫瘤抑制蛋白（p53）靶基因的抑制作用。被移除CHD8的實驗鼠因p53擴散誘使細胞凋亡，實驗鼠胚胎5天半即死亡，可以從此研究觀察到CHD8的重要性。有些研究已經確定CHD8在ASD中的作用。CHD8之表現在人類胎兒中期發育過程中愈形重要。染色質重塑活動及其與轉錄因子的相互作用，已顯示在ASD病原學中發揮重要作用。哺乳動物大腦發育時有個保守CHD8靶區與ASD風險基因相關。人類神經幹細胞之CHD8遭破壞會造成ASD風險基因的失調。近來的研究認為CD8分化群與長鏈非編碼核糖核酸（lncRNA）之調節、以及啟動X染色體去活化（XCI）之調節都有關。
有些自閉症譜系障礙與確定的基因狀態有關連，例如X染色體易裂症，但是只有大約2%自閉症患者的X染色體易裂。演化精神病學則假設這些基因與人類創造力、智力或系統化有關係才會一直存在。
前述各種基因變異都會影響自閉症患者的發展，但不保證基因是決定因素。
因為ASD被假設為男性為主的疾病，女性或女孩ASD可能有診斷不足的狀況；但是某些基因現象（例如基因組銘印和性聯遺傳）確實能增加男性發生ASD的頻率及嚴重程度，且有些理論（例如腦印記假說及共情系統化理論）也常用基因來說明為什麼男性更常確診ASD。

### 环境
雖然環境因素所扮演的角色仍未有定論，研究人員發現7個經常出現在自閉症病人的基因組。風險因子包括在懷孕時受到感染或是接觸毒素。有些論點提出一些環境相關的原因，這也是自閉症的爭議的一部份。例如曾認為麻疹腮腺炎德國麻疹混合疫苗會造成自閉症，後來未有證據證實這二者有關，之前提出的論文也被該期刊所廢除。自閉症會影響脑中的資訊處理，影響方式是改變神經元及突触連接及組織的方式，但其具體原因還不清楚。

## 診斷
當患者表現出下列狀況，臨床醫生會考慮是否評估為ASD個案：
1. 社交互動或溝通中經常出現困難。
2. 固著或重複的行為（通常稱為「自我刺激」）。
3. 抗拒改變或興趣侷限。

出現下列樣態，通常會在適當時候加以評估：
1. 就學或就業上遭遇問題。
2. 難以建立或維持社交關係。
3. 尋求心理健康或學習障礙相關服務時。
4. 有神經發育（包括學習障礙及過動症）或心理健康的病史。[172][173]

ASD有許多相關跡象，但是症狀差異很大。自閉症譜系障礙的常見症狀如下：
1. 避免目光接觸。
2. 嬰兒時幾乎沒有牙牙學語。
3. 對於指定對象不感興趣。
4. 語言技能遲緩（例如詞彙比同齡者少，或難以表達自我）。
5. 對其他孩子或照護者較不感興趣，可能反而對物品更感興趣。
6. 難以進行互惠遊戲（例如躲貓貓）。
7. 對事物的氣味、質感、聲音、味道或外觀，過度敏感、過度低敏或反應異常。
8. 抗拒改變常規。
9. 重複、侷限或以其他不尋常方式使用玩具（例如排列玩具）。
10. 重複單詞或短語（模仿言語）。
11. 重複動作或行為（包括自我刺激）。
12. 自我傷害。

飲食異常也很常見，但不是確診的必要症狀。
有些自閉症患者可以表現出引人注目的能力，例如在數學、音樂或藝術創作方面，某些特殊情況甚至被認為是學者症候群。總而言之，自閉症患者往往有「技能峰谷化」的傾向：在某些領域能力拔尖，在某些領域能力超弱；大多數人（所謂「神經典型者」）的技能曲線通常較為平緩。
自閉症譜系障礙通常是醫生根據個案相關報告並親自觀察患者行為所做出的臨床診斷。根據DSM-5-TR的診斷標準，個案必須表現出「社交溝通和社交互動方面的持續缺陷」以及「受限或重複的行為模式、興趣或活動」，才算是確診ASD；上述行為必須在兒童早期就出現，並影響到個案遂行日常事務的能力。再者，不能用智能障礙或整體發育遲緩就充分解釋這些症況。
造成ASD難以診斷的因素有好幾個。首先，沒有標準造影、分子檢測或基因測試可用來診斷ASD。此外，ASD對個案的影響也五花八門，ASD患者的行為表現，取決於發育階段、發病年齡、當時得到的介入措施以及個體本身的差異。最後，有許多疾病其症狀可能類似ASD，包括智力障礙、聽力障礙、特定型語言障礙（如Landau–Kleffner症候群）、注意力不足過動症、焦慮症和精神障礙。此外，自閉症也會使其共伴精神疾病（例如重性憂鬱疾患）更加難以診斷。
理想中應由整組臨床醫生（例如兒科醫生、兒童精神病醫生、兒童神經科醫生）根據求診者、照顧者、其他醫療專業人員提供的資訊，綜合臨床團隊的直接觀察得出ASD診斷。自閉症譜系障礙的評估通常開始於兒科醫生或家庭醫生蒐集個案的發育史並進行體檢。必要的話可以將個案轉介給主治ASD的醫生，他們會用標準化工具來觀察及評估個案的認知、溝通、家庭及相關因素，並考慮其他可能有關的疾病。兒科神經心理學家經常負責評估行為及認知能力，以利後續診斷以及教育介入措施的建議。確診ASD後可能還有進一步的檢查，例如臨床遺傳學評估，特別是當其他症狀已經暗示著基因問題。雖然高達 40%的ASD案例可能與遺傳原因有關，但目前並不建議對每個確診ASD的患者都進行全面基因檢測。英美針對ASD患者之共識指南中，基因檢測項目也只限於高解析度染色體及X染色體易裂症。此外，代謝及神經成像檢查也不是ASD的常見診斷項目。
患者確診ASD時年齡並不相同。有時甚至在18個月就被診斷出ASD，只是兩歲前的ASD診斷或許並不可靠。如果到了三歲還維持確診，情況就越來越固定。也就是說，確診ASD的一歲兒童之後持續有症狀的，其可能性低於確診ASD的三歲兒童。此外，確診年齡可能也取決於ASD的嚴重程度，較嚴重的ASD症狀似乎更可能在早期被診斷出來。個案取得醫療保健的問題（例如就診費用或延後就診）通常會導致延遲確診。英國國家兒童自閉症計劃建議，從初次求診到完成診斷及評估不應超過30週，可是在實務上很少能如此迅速。由於缺乏適當的醫療服務、診斷標準的擴大及人們對自閉症譜系障礙的認識加深，導致近年來越來越多的人，在成年後才被診斷為ASD。成人ASD是種特別的挑戰，因為缺少了至關重要的個案準確發育史，而且患有ASD的成年人有時已經習得因應策略（偽裝），可能讓成人患者使獲得診斷變得更加困難。
自閉症譜系障礙的表現及診斷可能因個案之性別及性別認同而有差異。大多數研究都沒有區分性（sex）和性別（gender）的影響。有些證據顯示患有ASD的女性往往較少表現出重複行為，也可能比患有ASD的男性更擅於偽裝，包括讓自己表現出正常的面部表情及眼神交流。行為表現及性別刻板印象上的差異，可能造成及時診斷女性ASD更大的挑戰。相當高比例的ASD女性可能被誤診、或是延遲很久才確診，或者根本就沒有被診斷出來。
到了2019年，心理學家通常要等孩子開始出現ASD的明確傾向，然後才使用各種心理評估工具來加以評量。其中《自閉症診斷會談修訂版（ADI-R）》和《自閉症診斷觀察量表（ADOS） 》被認為是評估ASD兒童的「黃金標準」。ADI-R 是一種半結構化的家長訪談，藉由孩子的當前行為及過去發展歷程來評估其自閉症症狀。ADOS是針對ASD症狀的半結構化互動式評估，針對標準化情境下的種種自發行為（例如眼神接觸）加以評估，以衡量個案的社交、溝通及社交溝通綜合能力。其他的問卷（例如《兒童自閉症評量量表（CARS）》、《自閉症治療評估清單（ATEC）》）及認知功能測試（例如《畢保德圖片詞彙測驗（PPVT）》）通常也包含在ASD評估組合中。有時也運用《社交及溝通障礙診斷訪談》（DISCO）。

### 疾病篩檢
大約有一半的ASD兒童父母在18個月大時注意到其孩子之異常行為，約五分之四的父母在孩子24 個月大時才發覺。如果孩子沒有經歷下列里程碑，也僅是表示「需要做進一步的評估。拖延轉診而不進行相關檢測，可能會推遲早期診斷及治療，並影響個案的長期發展」。
- 到6個月時對於喚名還是沒有反應（或眼神直接注視）。[203]
- 到12個月時還沒有牙牙學語。
- 到12個月時還不會打手勢（指指點點、揮手等）。
- 到16個月時還不會說單字。
- 到24個月時還沒自行說出雙字詞（單純模仿言語不算）。
- 喪失語言或社交能力（不限年齡）。

日本的做法是在孩童18個月及24個月時，使用正式的ASD疾病篩檢測試來進行普遍篩查。相較之下，英國只針對家人或醫生認為可能有自閉症跡象的兒童進行篩查。目前還不清楚哪種方案更有效率。英國國家疾病篩檢委員會（UK NSC）不建議對幼童進行ASD普查，主要是擔心年紀較輕時其誤診可能性較高，也缺乏早期介入是否有效的證據。美國的專家及專門機構則是對於3歲以下孩童的ASD篩查方案尚未達成共識。
ASD篩查工具包括《修正版幼兒自閉症檢查表（M-CHAT）》、《自閉症早期特徵問卷（ESAT）》等；M-CHAT 及其前身《幼兒自閉症檢查表（CHAT）》施測於18-30個月兒童的初步數據顯示，這些量表很適合運用在臨床狀況，具備了低靈敏度（較不會將確診者誤診為未確診）以及良好的特異度（較不會將確診者誤診為其他疾病）。在這些測試前先進行「廣泛發育障礙篩查」可能會讓結果更準確。此外，篩選工具的設計可能因為不同文化的行為規範而不同，例如符合A文化的眼神交流可能不適用於B文化。雖然ASD基因檢測實務上並不常用，但某些情況下可以考慮之，例如有神經方面的症狀或畸形特徵的兒童。

### 誤診
將神經發育典型的孩童誤診為自閉症的比例很高，有18–37%被診斷患有ASD的孩童後來被取消診斷。我們不能只用ASD治療有效來解釋這種高漏診率。根據父母回報，孩童失去ASD診斷的最常見原因是孩子最新狀況改變（73.5%），例如被其他診斷所替代。另外的原因還有：先把孩子當作確診以利接受ASD治療（24.2%）、ASD治療成功或有進步（21%），以及父母不同意初步診斷 (1.9%)。
後來失去ASD診斷的孩童中，有很多隨即被診斷為其他類型的發育障礙，最常見的是ADHD，感覺障礙、焦慮障礙、人格障礙或學習障礙也有。通常被誤診為ASD的神經發育及精神障礙有：特定語言障礙、社交溝通障礙、焦慮障礙、反應性依戀障礙、認知障礙、視力障礙、聽力喪失及正常行為變化。類似ASD特徵的行為變化是：重複行為、對日常生活變化過於敏感、過於專注的興趣及踮腳尖行走。只要沒有造成個案功能受損，這些就被當成是正常行為變化。男孩子更有可能出現重複行為，特別是當他們興奮、疲倦、無聊或壓力大時。區分行為變化或ASD行為的方法是評估孩童抑制這類行為的能力，以及睡眠時有沒有出現這些行為。

### 合併症
自閉症經常和其他疾病合併發生。合併症可能會隨著個案年齡漸長而發生，並造成ASD患者的病情惡化，讓介入及治療更加困難。診斷上不容易區分ASD及其他疾病，因為ASD徵兆經常與其他疾病的症狀重疊，而 ASD的特點更讓傳統診斷程序變得困難。
- ASD患者最常見的身體狀況是癲癇發作或癲癇症，發生比例約為11-39%。[212]風險程度隨年齡、認知水平及語言障礙類型而變化。[213]
- 結節性硬化症是顯性染色體遺傳疾病（在大腦或其他重要器官出現良性腫瘤），ASD患者中有1-4%罹病。[214]
- ASD最常見的合併症是智力障礙。隨著被診斷為高功能自閉症患者的人數越來越多，智力障礙的合併症比例有下降的趨勢。2019年研究，約有30-40%的ASD確診者也併發智力障礙。[215]最近研究顯示，相較於單純ASD患者，合併發生智力障礙的ASD患者更容易出現罕見且有害的基因突變。[216]另外有許多造成智力障礙的基因綜合症也可能是ASD的合併症，包括X染色體易裂症、唐氏症、普瑞德威利症候群、安格曼症候群、威廉氏症候群[217]、支鏈酮酸脫氫酶激酶（BCKDK）缺乏症[218][219]及SYNGAP1相關智力障礙。[220][221]
- ASD患者中也很常出現學習障礙。大約25–75%的ASD患者都有某種程度的學習障礙。[222]
- ASD也和各種焦慮症合併發生，整體的合併症概率約為7–84%。[223]這在ASD孩童中很常見；目前沒有確切數據，但研究報告指出ASD孩童之焦慮症患病率約在11–84%之間。有些焦慮症之症狀用ASD就可以充分解釋，有些則很難與ASD症狀區分開來。[224]
- ASD患者合併發生抑鬱症的比例為4–58%。[225]
- 人們還在持續研究並爭議ASD與思覺失調症之間的關係。最近的統合分析已經檢查了兩者間可能共有的基因、環境、感染及免疫風險等因素。[226][227][228]氧化應激、去氧核糖核酸的損傷及修復，目前被認定在兩者的病原及病理上發揮著作用。[229]
- ASD的缺陷通常會連結到行為問題，例如難以遵循指導、不擅長合作或按照別人的方式做事。[230]類似ADHD的症狀也可以作為ASD的診斷依據。[231]
- 感覺處理障礙（SPD）也是ASD的合併症，概率為42–88%。[232]
- 有些阿斯伯格綜合症（AS）患者（單樣本中佔26%）[233]從青春期開始符合類分裂型人格障礙的標準，其特徵是對社會關係缺乏興趣，容易過著孤獨或受人庇護的生活方式、神秘、情感冷淡、疏離或冷漠。[233][234][235]傳統上把AS稱為兒童時期精神分裂症。
- 遺傳性疾病：大約10–15% ASD個案具有明確的孟德爾（單基因）病症、染色體畸變或其他遺傳綜合症。[236]
- 有些遺傳性代謝缺陷與ASD症狀有關，例如苯丙酮尿症。[237]
- 胃腸道問題（GI diseases）是ASD患者極為常見的併發疾病。[115]因為ASD患者的社交障礙、易怒、語言障礙、情緒變化行為問題及睡眠問題通常更為嚴重。[115][116]
- 大約有三分之二的ASD患者在童年的某個時期會出現睡眠障礙。最常見的症狀是失眠：例如難以入睡、夜間或清晨頻繁醒來。睡眠問題與行為困難及家庭壓力有關，在臨床上通常是ASD主要診斷之外的關注重點。[238]

## 個案管理
早期的言語治療或應用行為分析可以幫助有自閉症的兒童學習自我照顧、社交及溝通技能。目前沒有可以治癒自閉症的方式，不過已有孩童復原的案例。自閉症的兒童在長大成人後可以獨立生活的案例並不多，不過仍有些成功的例子。目前已有發展一種自閉症文化，有些自閉症者是希望康復，而有些認為自閉症只需視為個體差異，不應該當成是疾病。
嚴格來說，自閉症並無治療方法；雖然好好處理ASD的共伴疾病很重要，很多人還是不建議把治癒自閉症當成目標。直到2022年，自閉症都是無法治癒的疾病，也不知道有任何方法可以明顯減緩自閉症引起的大腦突變，雖然那些只需要輕度支持甚至不須幫助的患者，好像隨著日子過去症狀都有減輕，造成了痊癒的假象。好幾種介入措施都能幫助自閉症孩童，但沒有哪一種是最好的，通常都要根據個案需求來擬定療育策略。對ASD之行為的或發展的介入在方法學上還有許多爭議，因此還無法獲得臨床療效的明確結論；即使如此，「循證（evidence-based）介入」措施還是有所進展。
治療ASD的主要目標是減輕患者相關缺陷、減少其家庭的痛苦，並提高患者生活品質及獨立能力。一般而言，當患者智商較高，對於治療方法會更有反應、改善結果也比較好。無論是行為、物理、心理、職能或學業的介入，皆能幫助ASD患者習得重要的生活技能、社交溝通及語言技巧，讓他們較能獨立生活；也期盼透過治療可以減少患者在別人眼中的挑釁行為，同時強化其優勢能力。
強力密集的特殊教育方案以及生命早期的行為治療，皆可以幫助ASD孩童去學習生活自理、語言及就業上的技能。雖然不同ASD孩童其「循證介入」方法各不相同，但大多數都運用心理教育方法以期盡可能地減少問題行為，同時增強認知、溝通及社交的能力。目前雖然還沒發現有助於緩解ASD核心症狀的藥物，但是有藥物可以治療其伴隨症狀，例如脾氣爆、注意力不集中或重複行為模式等。

### 非藥物之介入措施

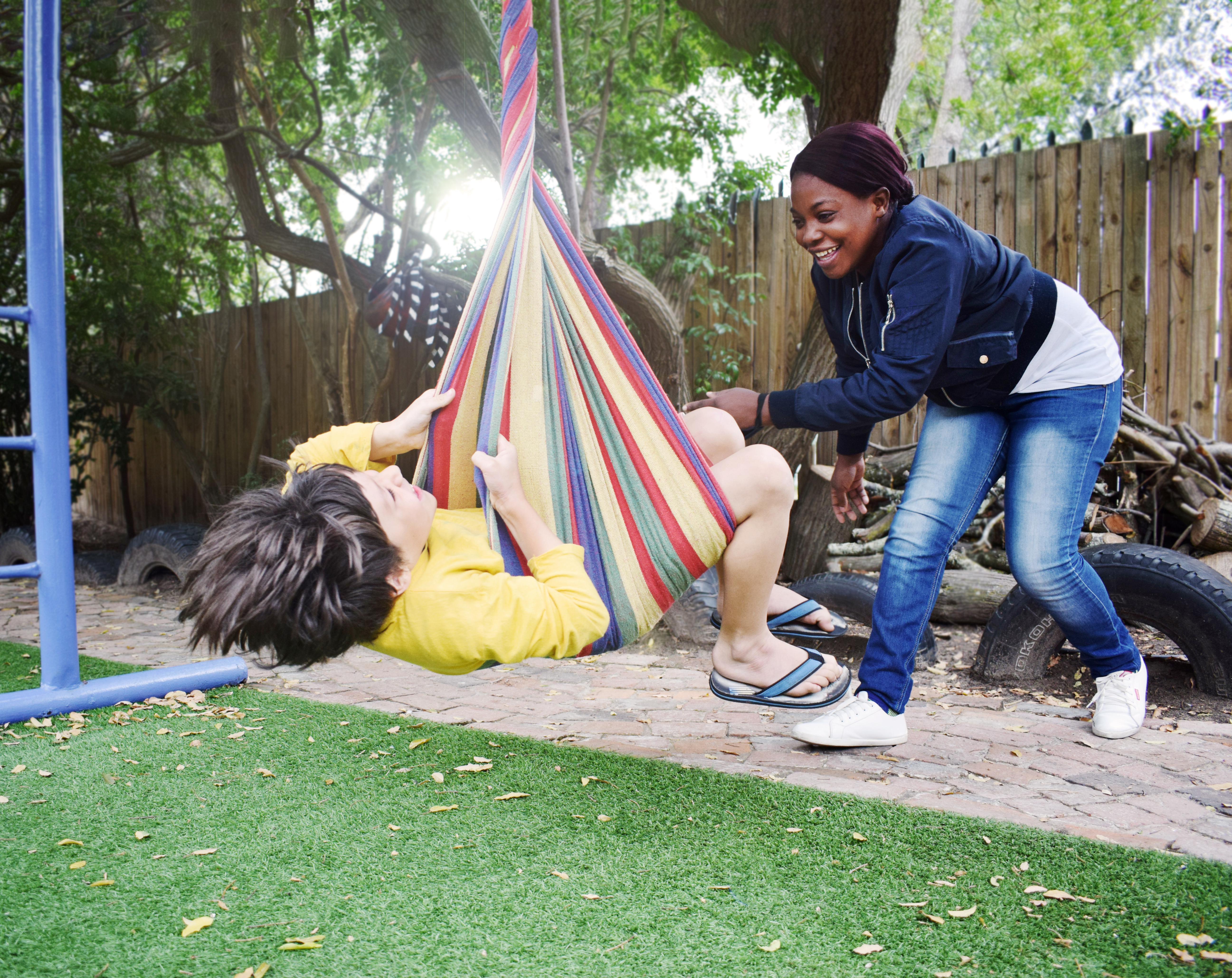
某個自閉症男孩與護理人員一起享受職能治療。即使自閉症患者比較難以進行社交或互惠，並不代表他們不需要情感聯繫；另一方面，適度搖晃可以刺激前庭覺並幫助自閉症患者的感覺統合，從而減少自我刺激的狀況。

密集強化的特殊教育或補救教學以及生命早期行為治療，可以幫助ASD孩童習得生活自理、社交及就業的技能。方法有應用行為分析（ABA）、發展模型、結構化教學法（TEACCH）、言談及語言治療、認知行為療法（CBT）、社交技能治療和職能治療。上述方法中，介入措施要麼全面地處理自閉症特徵，要麼聚焦在特定缺失區塊。一般在療育ASD患者時，可以採取具體策略將資訊有效地傳遞給ASD患者。盡可能多使用社交互動也是打破ASD患者人際往來之心防的好方法。還有研究發現，使用語義分組法（按照典型概念來分類字詞）也可促進學習。
人們越來越關心自閉症孩童循證介入措施的發展。早期介入大概有三個理論架構：應用行為分析、發展式社會語用模型（DSP）及認知行為療法。儘管ABA療法有充足的實證基礎，特別是家庭場景為主的早期強化療法，但ABA的有效性可能受限於診斷之嚴重程度以及ASD個案智商高低。《臨床兒童及青少年心理學期刊》列出兩種「公認有效」的ASD孩童早期介入方法：對個案全面施行ABA療法以及由教師操作的ABA結合DSP重點療法。
還有一種被證明有效的循證介入方法是「培訓家長模式」：訓練家長自行操作各種ABA及DSP技巧。目前已經開發出許多明確的DSP方案，讓家長可以遂行早期介入時採用。
美國兒科學會（AAP）2015年10月提出了針對3歲以下ASD孩童的早期介入新循證指南，強調下列三者都很重要：發展方法及行為教學的早期介入、父母及照顧者提供患者支持，以及ASD核心症狀與伴隨特徵並重。但是考科藍文獻回顧（Cochrane Reviews）有文章指出，並沒有證據證明早期強化行為介入（EIBI）可以有效地減少多數自閉症孩童的ASD相關行為問題，但是EIBI確實有助於提高智商及語言能力。考科藍文獻回顧承認這可能是因為目前的EIBI研究質量較低所致，故建議志願者應根據其臨床判斷及個案家庭之特質來評鑑EIBI。目前尚未發現EIBI療法的副作用。從同一個資料庫的整合分析來看，由於ASD症狀嚴重程度不一，各種早期ABA介入的成效也五花八門，需要更多對照組及控制項來進行爬梳，方能找出明確成效。
總之ASD治療主要是針對兩大核心症狀（社交溝通缺陷及侷限的重複行為）聚焦在行為及教育側面加以介入。如果行為方法實施後症狀仍然存在，則建議使用藥物來減輕特定症狀或共伴病徵，如侷限的重複行為（RRBs）、焦慮、抑鬱、過動與注意力不集中及睡眠障礙等。舉例來說，可以用褪黑激素來緩解睡眠障礙。
針對ASD孩童的社交溝通缺陷，坊間也有很多種父母共學行為療法，但這些方法對於RRB的療效則不清楚。

### 藥物介入措施
當行為治療失敗時，可用藥物來控制ASD症狀以協助患者融入家庭或學校。藥物也可用來治療相關的健康狀況，例如過動症或焦慮症。但是不建議患者長期使用藥物來處理ASD核心症狀。美國ASD孩童有超過一半被開立了精神藥物或抗癲癇藥，最常見的藥物類別是抗抑鬱藥、興奮劑和抗精神病藥。非典型抗精神病藥物如理思必妥及阿立哌唑經美國食品藥物管理局（FDA）核准用來治療攻擊或自傷行為。即使如此，還是必須衡量藥物的效果與副作用，ASD患者之用藥反應可能不典型。藥物副作用可能有體重增加、疲倦、流口水及攻擊性。新數據顯示理思必妥及阿立哌唑對於侷限和重複行為（即自我刺激，如拍打、旋轉、運用身體許多部位的複雜動作）有正面效果，但由於樣本數小、研究重點差異以及可能的副作用，不建議使用抗精神病藥作為RRB之主要治療方法。選擇性血清素再攝取抑制劑（SSRI）類型的抗抑鬱藥，如氟西汀和氟伏沙明，已被證明可有效減少重複及儀式行為，而興奮劑哌醋甲酯對某些患有注意力不集中或過動症的共病ASD孩童是有幫助的。至於藥物治療對青少年及成人ASD患者的效果或安全性之可靠研究很少。目前還沒有藥物可以緩解自閉症的社交及溝通障礙症狀。

### 高壓氧治療
2009年Rossignol和他的同事，收集來自美國六個醫療中心，研究62位，年齡約2-7歲的兒童，評估高壓治療對於自閉症的療效。在壓力艙中給於1.3個大氣壓和24％的氧氣，單次高壓處理時間為1小時，每天治療兩次（間隔至少4小時），每週5天，連續4週，每個兒童總共40次的治療方法。這是第一個隨機，對照，雙盲試驗。相比於對照組，治療組在整體運作，接受語言，社會交往，眼神接觸，和感官/認知意識有顯著改善。

### 替代醫學
人們研究了許多種替代醫學來治療ASD患者，其中有些療法會對ASD患者造成傷害。2020年針對ASD成年患者所進行系統式評估發現「正念療法」可以減輕患者的壓力、焦慮、思維糾結、憤怒及攻擊傾向，透過覺察改善心理健康。
雖然人們常把「無麩質無酪蛋白（GFCF）療法」當作ASD患者的替代療法，但是到2018年為止尚無充分證據建議將此納入標準療法。2018年的審查報告指出：GFCF療法對於特定ASD孩童可能有效，例如已患有食物不耐症、食物過敏，或是有食物不耐標記的孩童。報告結論是：療法施行時間要夠長才能改善ASD症狀。另外，有少數證據支持無麩質飲食可以改善對麩質敏感之個案的自閉症行為。
自閉症兒童偏愛非正常食物可能導致骨皮質厚度減少，當他們採取無酪蛋白飲食時，鈣及維生素D攝取量不足的風險更大；此外，ASD患者其骨骼發育不良也與缺乏運動及胃腸道疾病有關連。2005年，不當的螯合療法導致一名5歲ASD孩童死亡。目前不建議ASD患者使用螯合劑，因為其風險超過潛在好處。還有一種未經醫學實證的「根治自閉症症狀療法」（CEASE therapy），充其量是混合了順勢療法、營養補充及疫苗排毒法的偽科學。 
考科藍的最新回顧發現音樂治療可能有助於改善ASD患者的社交互動、語言及非語言交流技能。對ASD孩童施行高壓氧治療也早有相關研究。另外還發現寵物療法也有正面效果。

### 預防
雖然因為懷孕期間感染風疹導致的自閉症病例不到 1%，接種德國麻疹疫苗還是可以預防自閉症發生。

## 預後
目前還沒有證據顯示可以治癒自閉症。自閉症症狀可以減輕，偶爾甚至看不出患者確診ASD；這種情況有時會在強化治療後出現，但不必然，發生機率也不清楚，依照未篩選案例來看似乎有3%～25% 的可能。雖然ASD核心症狀多會持續存在，但隨著患者年齡漸長，症狀會有所減輕。ASD個案如果可以在6歲前掌握語言、智商超過50，並擁有就業市場常備的技能，可以預期患者未來發展會比較好；而嚴重的ASD患者幾乎不太可能自立生活。
許多自閉症患者從孩童過渡到成年時會面臨重大障礙。相較於一般人，ASD患者失業率更高，甚至從未找到工作。據統計，20多歲的ASD患者中約有一半沒有工作；有的成年ASD患者也無法自立生活。

### 學業表現
美國學生中確診並獲得自閉症服務資格的兒童人數持續增加，從1991-1992學年的5,413位增加至2010-2011學年370,011位；到了2020-2021學年，《殘障教育法案》（IDEA）納入保護的自閉症患者（3 至21歲）約有 828,000位。根據美國衛生及公眾服務部2014年的統計，大約每 68 位兒童中就有1位在8歲時被診斷患有自閉症譜系障礙，儘管通常發病年齡在 2～4 歲之間；到了2018年，美國疾病管制與預防中心的「自閉症及發展障礙監測（ADDM）網路」統計大約每44位兒童中就有1位在8歲時確診ASD。
學校裡確診ASD的學生越來越多，對於教師、校內心理師及學校其他專業人員形成重大挑戰：制定一致的做法以便盡可能地支持ASD學生的社交及認知發展。雖然對於ASD孩童的評估、鑑別及支持服務已經有相當多的研究，但是這些研究如何適用在學校層面，還需要進一步研究，所得出的適於ASD患者之支持服務，可以為校內心理師及教育從業人員提供宣導和服務時的具體方向，從而改善ASD學生的校內成績。
由於過度依賴流行的或眾所皆知的介入措施及課程，想替ASD學生訂出最佳介入措施並加以運用本身就是一大挑戰。 有證據表明介入措施雖然對某些學生有效，但無法具體指出對於哪些類型的學生、在何種教育環境下（一對一、專門教學或一般教育），以及針對哪些特定缺陷，什麼介入措施才算有效。還需要更多研究來確定哪些評估方法能夠最有效地界定ASD學生之教育需求水平。另外一提，生活在資源豐富環境中的兒孩童往往比生活在資源匱乏環境（例如鄉下地方）的孩童更早獲得介入措施。
自閉症學生學習表現上遇到的困難，在於一般學校教育傾向於概括學習。每個學生的學習方式都不同，確診ASD的學生亦然。為了促進學習，通常會為不同能力的學生安排住宿。其既定學習模式各以不同的方式運作，並可進行調整以期盡可能地支持每位學生的教育發展。
在美國，教育一名ASD學生的費用約為20,600美元，而一名普通學生約花費12,000美元。
雖然會聚焦於ASD孩童早期介入的主要都集中在美國等高收入國家，但是需求最迫切的ASD孩童反而大多在中低收入的國家，相關研究亦顯不足；只知道這些國家中，學校及社區中的非專業人士有成功實施某些全面照護方案。

### 就業狀況
美國20多歲年齡層的自閉症患者約有一半失業，其中擁有碩博士學位者失業的約有三分之一。雖然雇主表示雇用ASD患者時難免會擔心他們的生產力及管理問題，但實際雇用過ASD患者的雇主倒是有正面評價：ASD患者在記憶力、工作細節、以及重視員工規則和程序上，高出平均水平。ASD患者的經濟壓力主要是由於他們在就業市場上被認為生產力較低。從殘障者社會模式來看，ASD患者會失業多半是由於雇主及同事不夠理解他們所致。在現行的多元教育訓練中增加ASD相關內容，有助於澄清眾人偏見、支持全體員工，並幫助ASD患者獲得職涯機會。至2021年，大部分美國雇主在雇用ASD員工的潛力持續增加。美國最受矚目的ASD倡議計畫「自閉症上工」，實施在美國前20大企業時大多有所成長，雖然獲益者占整體ASD成年患者的比例還是很少；而且特殊聘僱方案主要仍侷限在入門等級的技術職位（例如軟體測試員），而且限定在已擁有專業技術的人員。另外一個現象是大學、非營利組織及基金會這些理應會優先考慮聘用ASD患者的單位，在招募ASD人才上反而讓私人企業搶先一步。想打造ASD友善就業環境，不只是改善燈光及聲響而已，還要形塑更有耐心及彈性的職場文化。「活用ASD員工的天賦」也是可以鑽研的方向。
另一種方法是有系統地考慮神經發展多樣性並納入人才庫：藉由透明、公開、客觀、雙向溝通等方式，靈活且客觀地進行組織開發，將可以改善所有員工的工作體驗，也就同時照顧到自閉症員工。

## 診斷標準

### DSM-5-TR
相較於DSM-5，2022年3月出版的《精神疾病診斷準則手冊第五版修訂版》（簡稱DSM-5-TR）修改了自閉症譜系障礙的文本描述，以反映最新文獻及知識進步，另外最顯著的不同就是修改了診斷標準A。有專家認為這些更動固然提升了文本定義的清晰度和細微差異處，但是對於診斷實務恐怕幫助不大。

#### 特徵項目
DSM-5-TR還增列了某些特徵項目，供醫師診斷上分級（需要非常重大的支持、需要重大支持、需要支持）與註記之用。例如：是否伴隨智力障礙；是否伴隨語言障礙；是否與已知的基因狀況、醫療狀況或環境因素相關；是否與神經發育、精神或行為問題有關；是否伴有緊張性抑鬱障礙。

## 社會及文化
自閉症文化正在形成，自閉症權利運動及提倡神經多樣性運動也同時興起，倡議者認為自閉症應該被當成是個體間的差異，要適應之而非治癒之，儘管倡議者中仍有少數ASD患者繼續接受治療。全世界的自閉症相關社會運動有：世界提高自閉症意識日、自閉症星期日、自閉症自豪日、自閉症友善會議（Autreat） 等。社會科學學者也研究ASD患者，以期能在「自閉症的文化側面、跨文化比較，以及社會運動研究」上學到更多。許多ASD患者也在各自的領域上展露頭角。
2007年12月24日聯合國大會通過決定，從2008年起將每年的4月2日定為世界自閉症意識日，以提高人們對於自閉症及相關研究和診斷的關注。每年的四月份是國際自閉症意識之月（Autism Awareness Month）。

### 神經多樣性運動
某些自閉症患者及研究者提倡人們可以轉換態度，盡量把自閉症譜系障礙當成某種差異，而不是某種疾病要加以治療或治癒。但是有批評者感歎某些自閉症運動團體的意見可能會造成代溝。
神經多樣性運動及自閉症權利運動，是殘障人士權利運動潮流下的社會運動，著重神經多樣性概念，將ASD視為人類大腦自然變異的表徵，而非需要加以治療的疾病。自閉症權利運動倡導人們要更加接受自閉症的行為；療法應聚焦在如何和ASD患者應對，而不是讓ASD患者去模仿神經典型者的行為；大家應該將自閉症人士當成少數群體。這些倡導者相信ASD是基因的現象，大家應該接受ASD同樣是人類基因組的自然展現。然而這些運動也受到批評。常見的反對論點是：倡議者多半是高功能ASD患者，要么是亞斯伯格症患者，要么是自認患有ASD，並不能代表低功能自閉症患者的觀點。
神經多樣性的概念還有爭議，許多自閉症倡議者及研究團體間的看法常有衝突，尚未形成共識。

### 照顧者
照顧自閉症孩童的家庭要面對照料患者之外各式各樣的壓力。患者的父母可能抗拒診斷結果而無法尋求合適的照料方式；他們通常對診斷抱持負面看法，因而情緒糾結。亦有研究显示，在孩子确诊后，父亲的父亲角色和责任发生了变化，向更平等的性别关系和更关爱的父亲角色转变。父亲的受教育水平、职业地位和家庭收入状况对这种转变有影响。另一方面，父亲在寻求帮助和表达情感方面受到男性气概文化的压力。由於85%的ASD患者難以獨立生活，50歲以上的患者父母，超過一半仍與患者同住。還有研究發現，照顧自閉症兒童的父母其收入下降。照顾者的人际关系也会面临挑战。

### 法律保障
- 中華民國：台灣於1997年，將自閉症列為《特殊教育法》十二類身心障礙中的其中一類。[347]

### 對自閉症患者的歧視
- 香港：香港部分保險公司如保柏（Bupa）亦禁止自閉症人士投保旗下的保險，或不受保自閉症及相關症狀的治療。針對自閉症的歧視未必是針對自閉症人士本身，可以是針對與自閉症相關的持分者，例如服務自閉症人士的機構，2018年，有傳媒揭發新鴻基集團及嘉里集團拒絕社會福利署要求，在長沙灣潤發貨倉發展項目預留空間作為自閉症服務中心，他們認為「規劃中地盤有不少管理條件限制，在設計社福設施時有所局限」，香港耀能協會表示自閉症服務中心與一般青年中心無異，不會為附近居民帶來治安或環境上的滋擾，認為新鴻基地產及嘉里集團的理據不成立。[348]

## 流行病學研究
截至2015年全球自閉症患者約有2480萬人。在2000年代時，全世界罹患自閉症的比例約是每一千人中有1至2名。截至2017年，在已開發國家約有1.5%的兒童診斷是有自閉症譜系，而美國在2000年的比例是0.7%。男孩擁有自閉症機率比女孩高出4到5倍，自1960年代時，診斷為自閉症的比例大幅增加，部份原因可能是人類飲食習慣的改變。
2005年的一項調查估計，每1,000人中有約6.0-6.5人帶有自閉症譜系的傾向。自閉症譜系的各個項目裡，待分類的廣泛性發展障礙（PDD-NOS）是絕大多數，自閉症只佔1.3人，亞斯伯格症候群為0.3人，非典型的兒童期崩解症和蕾特氏症更罕見。但由於其統計數據不足，有說這數字可能是低估。從1990年代到2000年代初期，關於自閉症的報告一直大幅上升。這相當原因是診斷指引、轉介模式、服務提供、病人診斷時的年齡、公眾關注等各方面的轉變，也可能存在未知的環境因素。

## 不同看法
雖然精神醫學傳統上將自閉症歸類為神經發育障礙，但許多自閉症患者、大多數自閉症倡導者以及越來越多的研究人員，傾向於將自閉症當作神經多樣性的部分，即人類在進行思考與經驗時所自然呈現的多樣性，各有其優勢、差異及劣勢。從自閉症權利運動提倡的觀點來看，不該把自閉症當成病態，但這並不排除自閉症患者確有缺陷或需要高度支持及介入。這種相對積極與全面的自閉症觀點，造成自閉症患者、倡導者、慈善機構、研究人員及醫療人員之間程度不一的摩擦。

## 外部連結
- 中的“孤独症谱系障碍”
- Autism Intervention Research Network on Behavioral Health

臺灣
- 中華民國自閉症總會 （页面存档备份，存于）
- 中華民國自閉症基金會 （页面存档备份，存于）
- 中華民國自閉症適應體育休閒促進會 （页面存档备份，存于）
- 中華民國自閉症者權益促進會 （页面存档备份，存于）
- 臺灣肯納自閉症基金會 （页面存档备份，存于）
- 星星兒社會福利基金會 （页面存档备份，存于）

香港
- 星之國 - 香港自閉症討論區及資訊平台
- 香港自閉症人士福利促進會 （页面存档备份，存于）
- 香港自閉症聯盟 （页面存档备份，存于）
- 匡智會 （页面存档备份，存于）